# Sous les toits de Paris
Sous les toits de Paris is een Franse muziekfilm uit 1930 onder regie van René Clair.

## Synopsis
De Parijse straatzanger Albert is verliefd op het mooie Roemeense meisje Pola. Hij wordt echter bij vergissing voor een dief aangezien en vervolgens gearresteerd. Tijdens zijn gevangenschap wordt Pola verliefd op Louis, de beste vriend van Albert.

## Rolverdeling
| Acteur             | Personage |
| ------------------ | --------- |
| Albert Préjean     | Albert    |
| Pola Illéry        | Pola      |
| Edmond T. Gréville | Louis     |
| Bill Bocket        | Bill      |
| Gaston Modot       | Fred      |